# Valentin Aleksandrovich Serov
Valentin Alexandrovich Serov (tiếng Nga: Валентин Александрович Серов, 1865-1911) là danh họa, nhà đồ họa, bậc thầy vẽ tranh chân dung người Nga.

## Cuộc đời và sự nghiệp

### Tuổi trẻ và giáo dục
Serov chào đời tại St Petersburg, ông là con trai của ông Alexander Serov - nhà soạn nhạc, nhà phê bình âm nhạc người Nga, và bà Valentina Serova - học trò cũ của Alexander Serov và cũng là một nhà soạn nhạc. Trưởng thành trong môi trường nghệ thuật, ông được cha mẹ khuyến khích theo đuổi tài năng và bởi vậy ngay từ thuở thiếu thời, ông đã đi học ở Paris, Moskva (dưới sự chỉ bảo của danh họa Ilya Repin), và ở Học viện Nghệ thuật St. Petersburg (1880–1885) dưới sự dìu dắt của Pavel Chistyakov. Nghệ thuật hiện thực chủ nghĩa của Repin cùng phương pháp sư phạm của Chistyakov đã kích thích sức sáng tạo bộc lộ từ sớm của Servo. Ngoài ra, nguồn gây ảnh hưởng tới Serov còn là những tác phẩm bậc thầy ông bắt gặp ở các bảo tàng Nga và Tây Âu, tình bạn với họa sĩ Mikhail Vrubel và sau này với Konstantin Korovin, còn cả bầu không khí đầy sáng tạo ở khu Abramtsevo - nơi ông giữ mối liên hệ sâu sắc. 

### Các tác phẩm thời kỳ đầu
Xuất sắc nhất trong các tác phẩm thời kỳ đầu của Serov là hai bức chân dung: Cô gái và những quả đào (The Girl with Peaches, 1887) và Cô gái dưới bóng mặt trời (The Girl Covered by the Sun, 1888), cả hai được lưu giữ tại nhà trưng bày Tretyakov. Trong những bức tranh này, Serov tập trung thể hiện cách cảm nhận người mẫu và thiên nhiên thanh thoát, không gò bó. Thông qua cách phát triển của ánh sáng và màu sắc, sự hài hòa của ánh sáng phản chiếu phức tạp, cách cảm nhận bầu không khí bão hòa, sự tri giác thế giới đẹp đẽ đầy tươi mới, có thể thấy được những đặc trưng sơ khai của hội họa ấn tượng Nga (dù tại thời điểm sáng tác những bức tranh này, Serov không hề biết tới các tác phẩm của giới họa sĩ ấn tượng Pháp).

## Tác phẩm chọn lọc

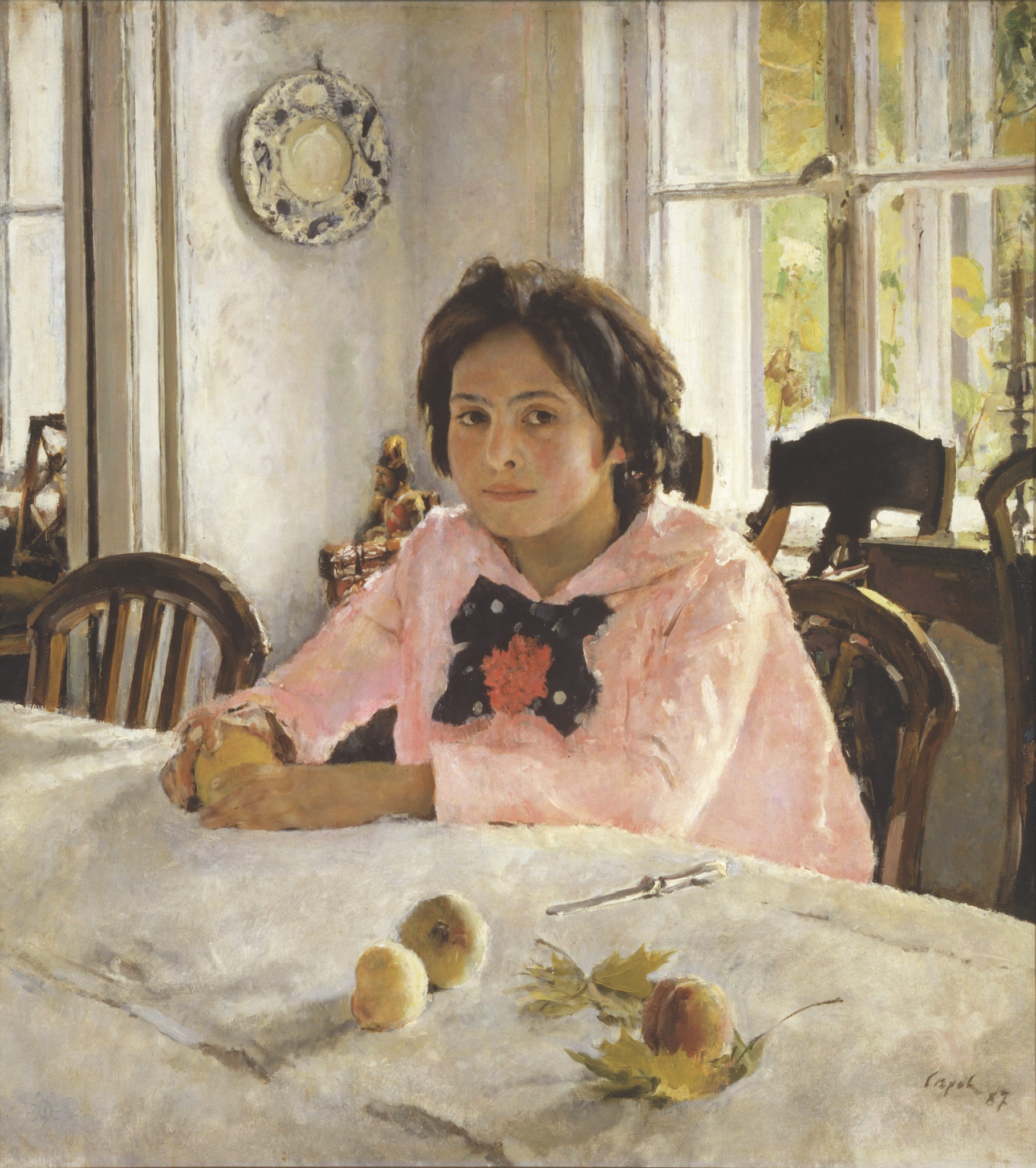
Cô gái với mấy quả đào (1887) là tác phẩm đánh dấu khởi đầu của hội họa ấn tượng Nga.
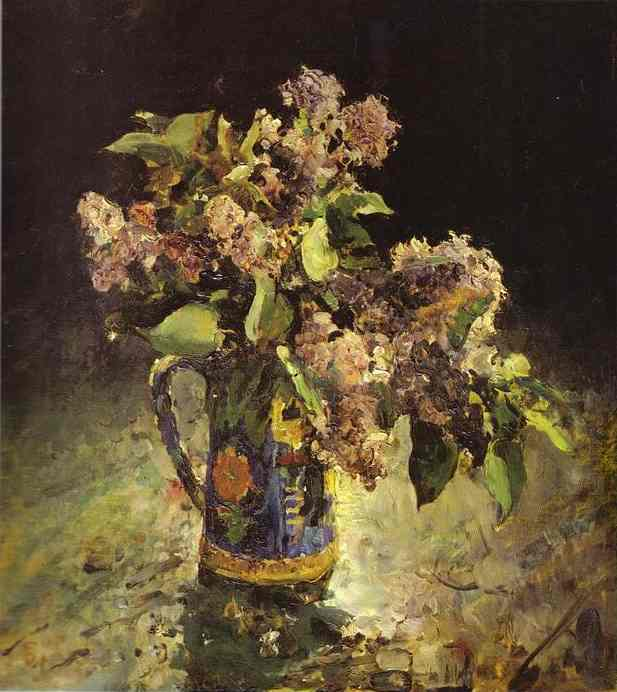
Bình hoa tử đinh hương (1887)
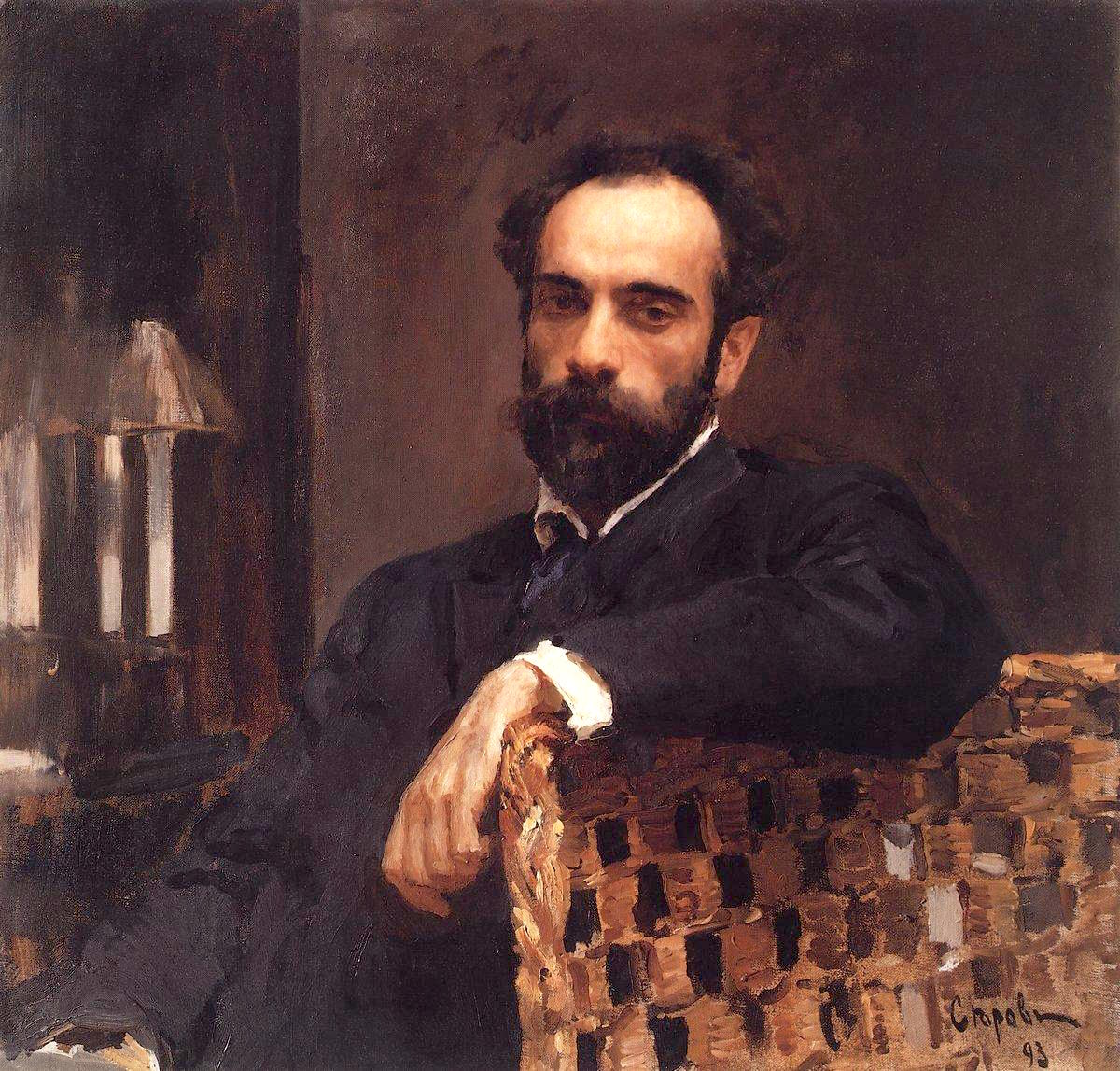
Chân dung Isaak Levitan (1893)
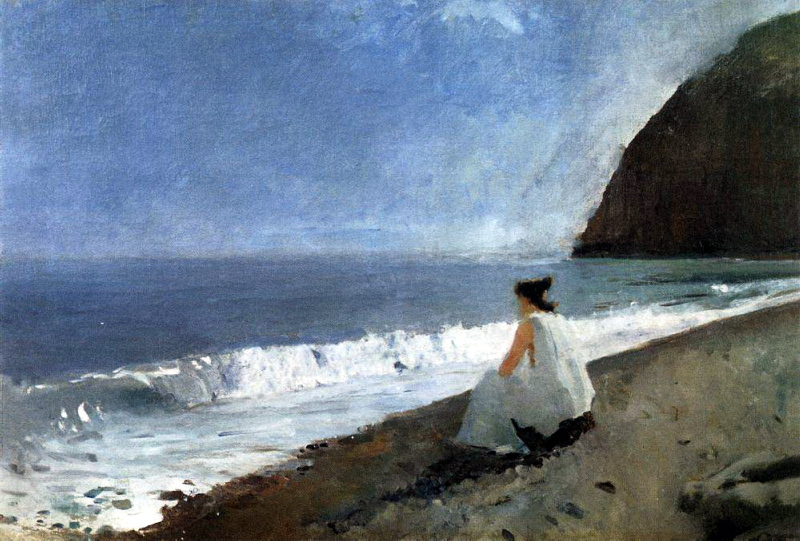
Iphigenia ở Tauris (1893)
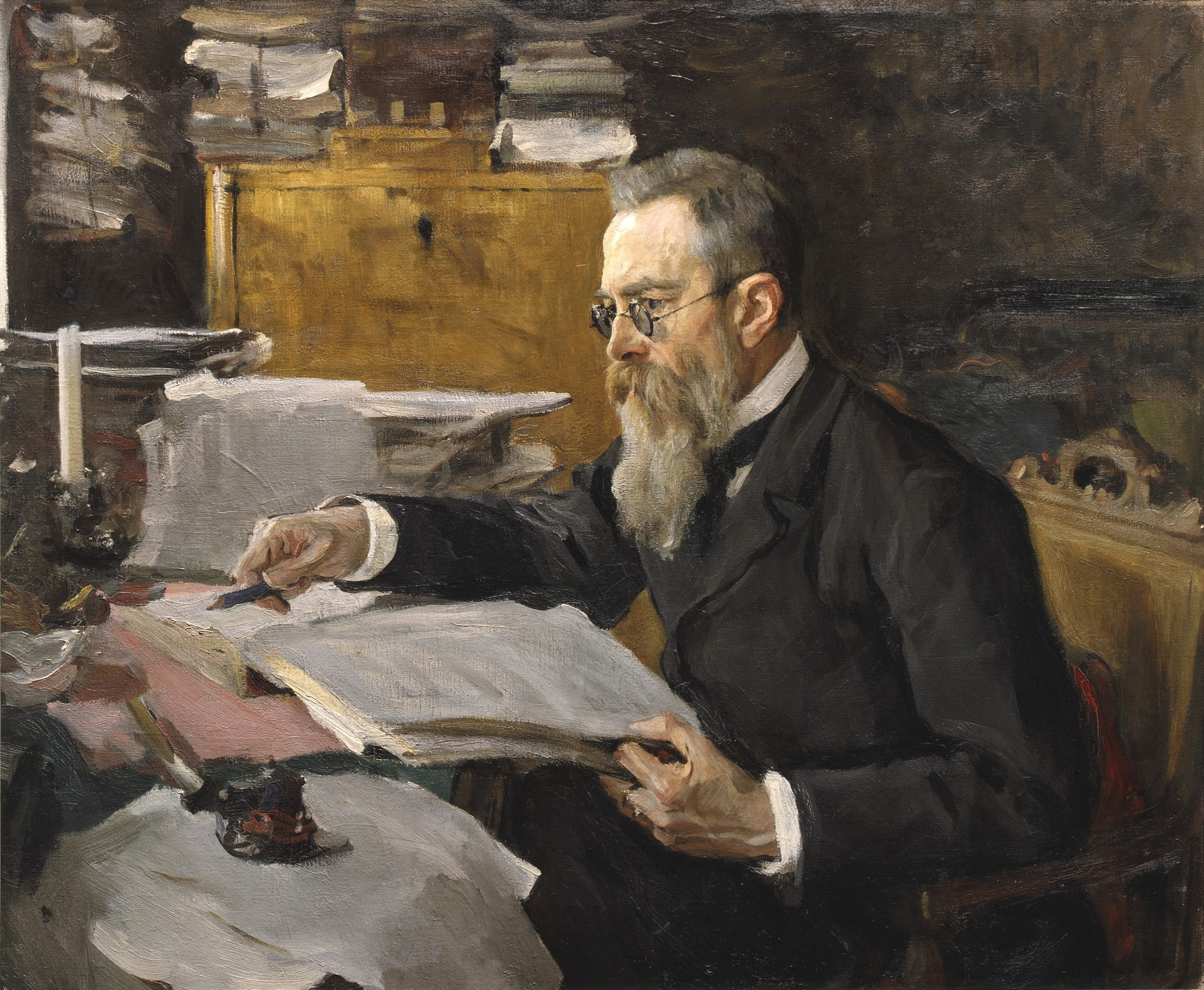
Chân dung Nikolai Rimsky-Korsakov (1898)
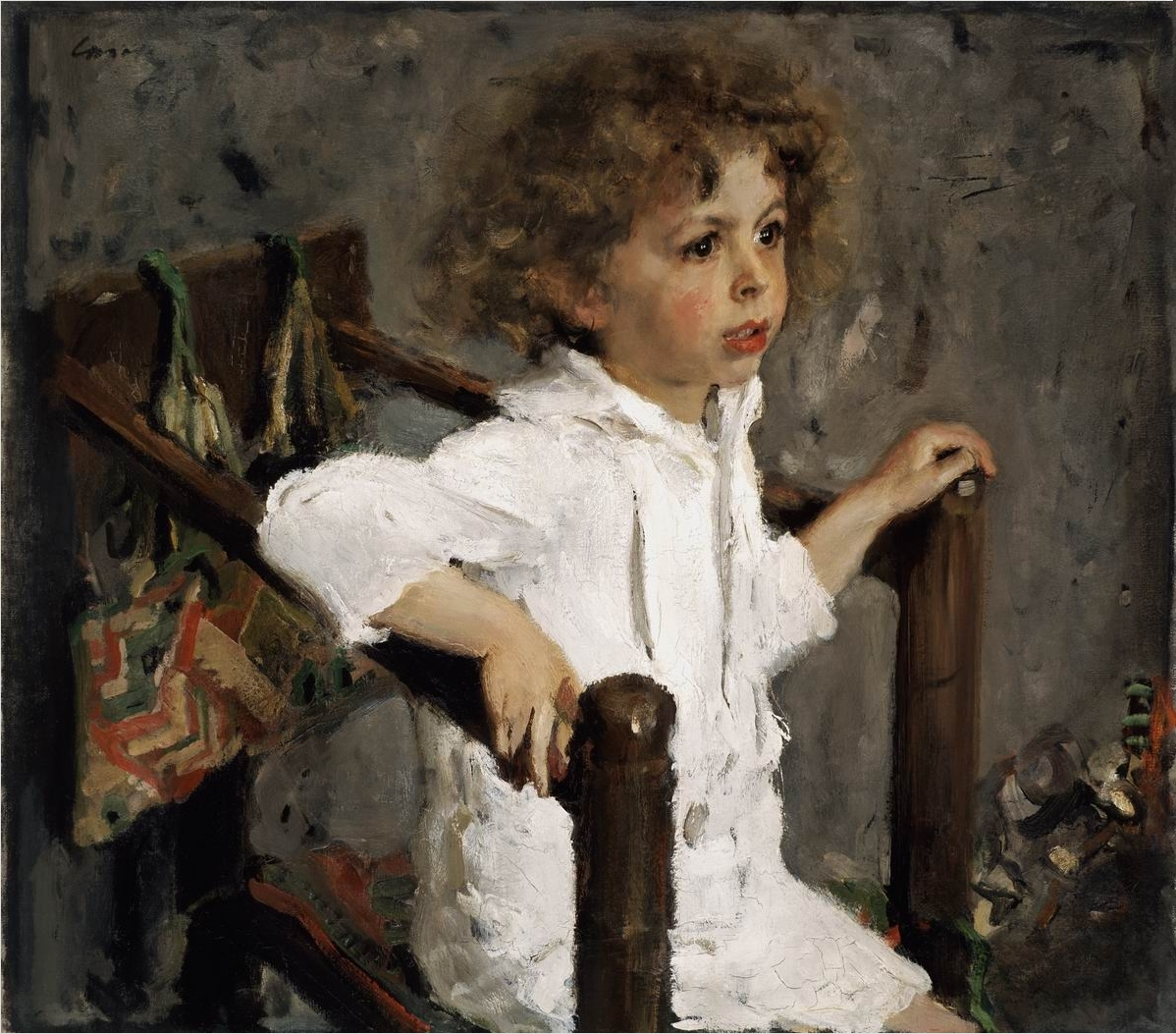
Chân dung Mika, con của Margarita Morozova (1901)
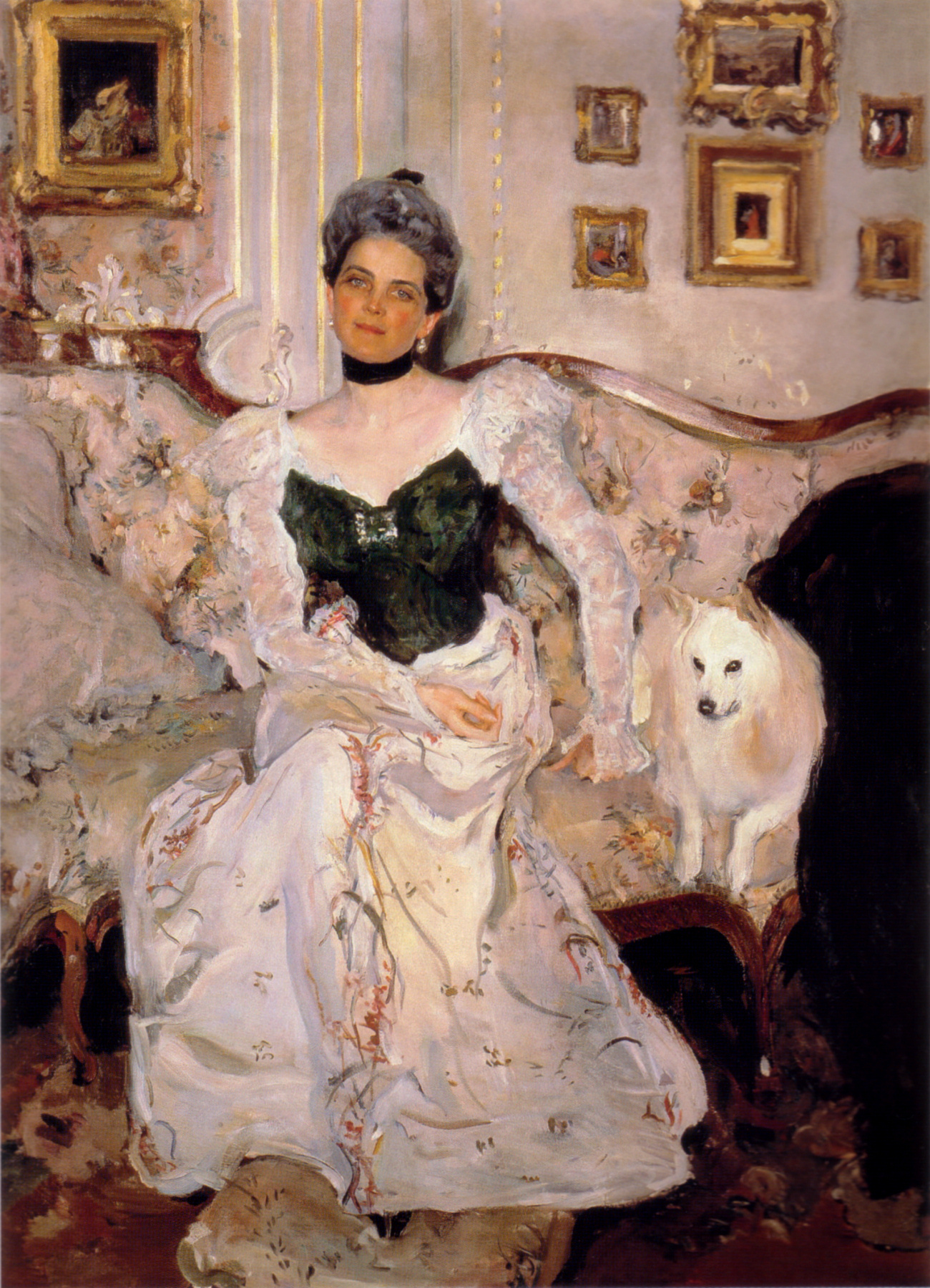
Chân dung công chúa Zinaida Yusupova (1900-1902)
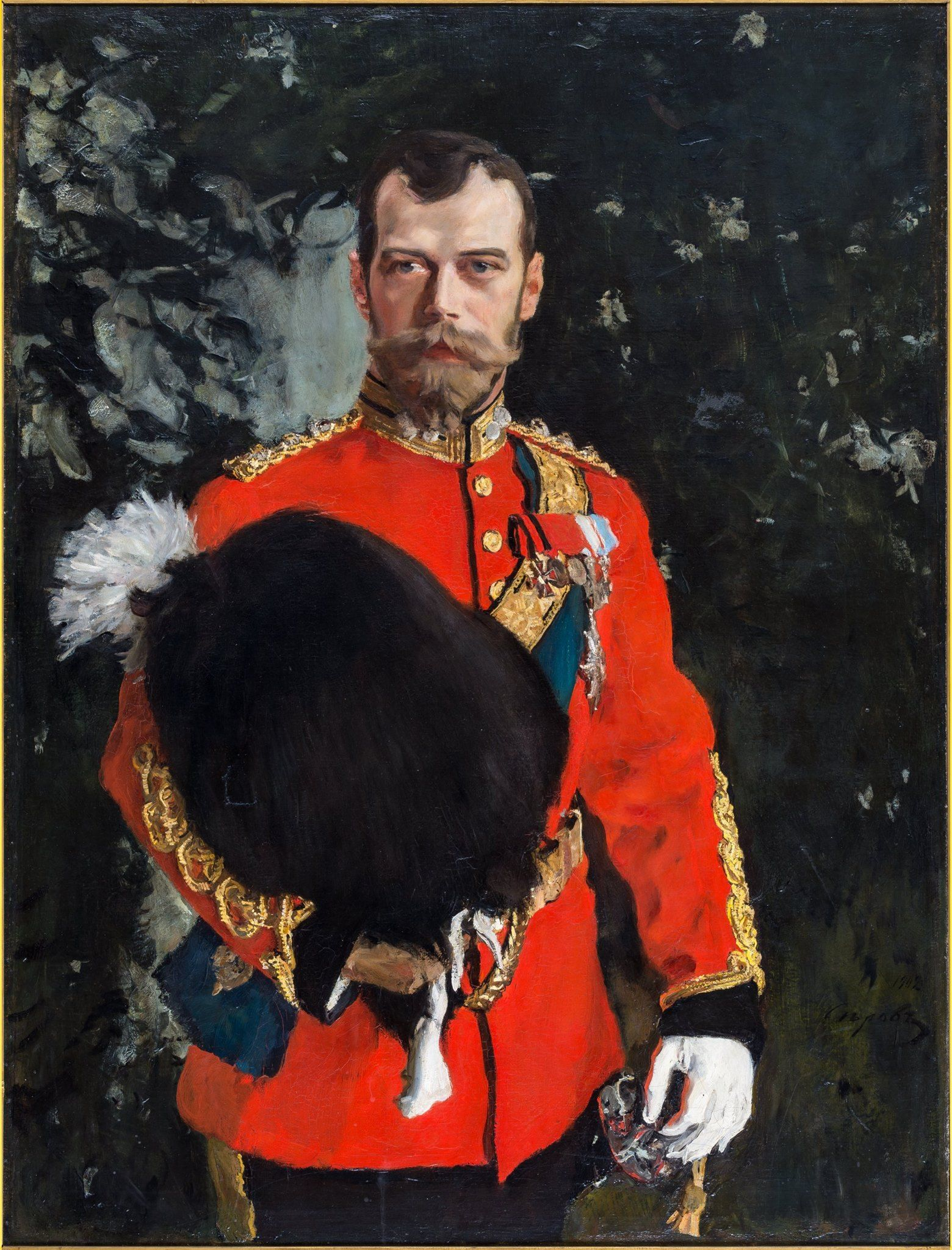
Chân dung Sa Hoàng Nicholas II (1902)
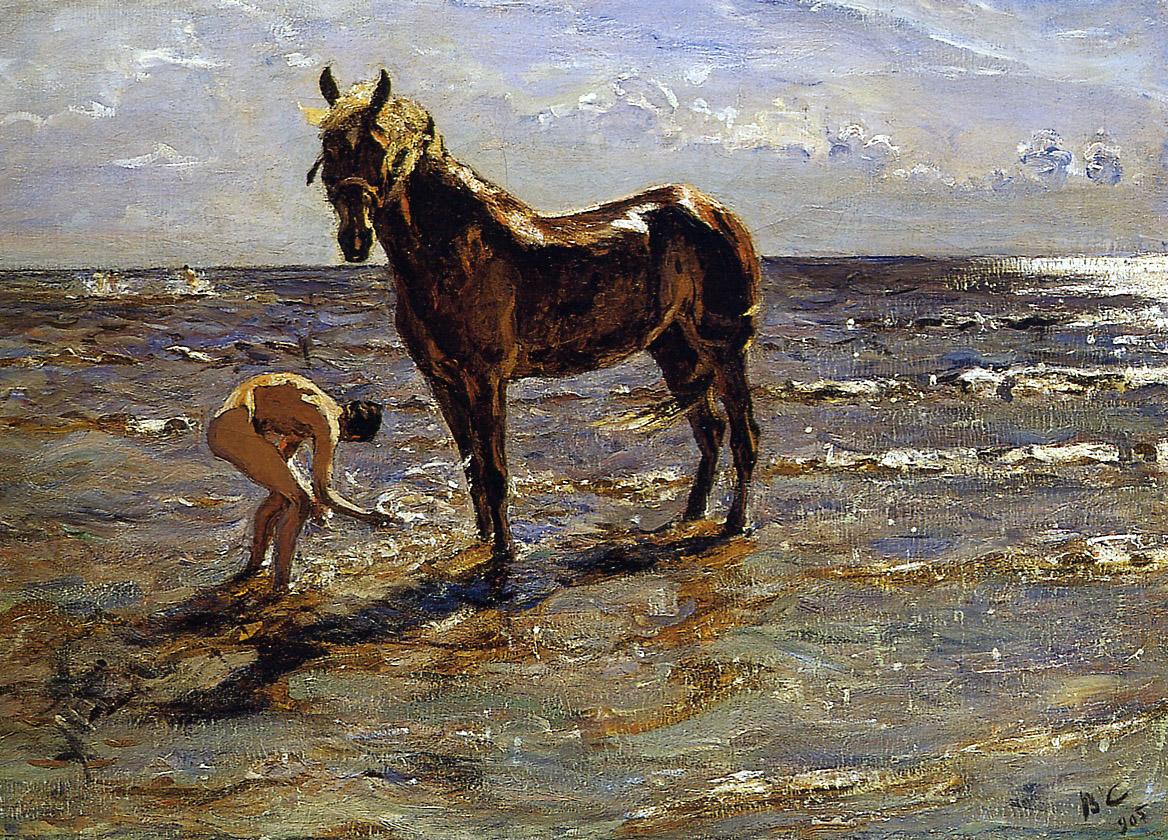
Tắm cho ngựa (1905)
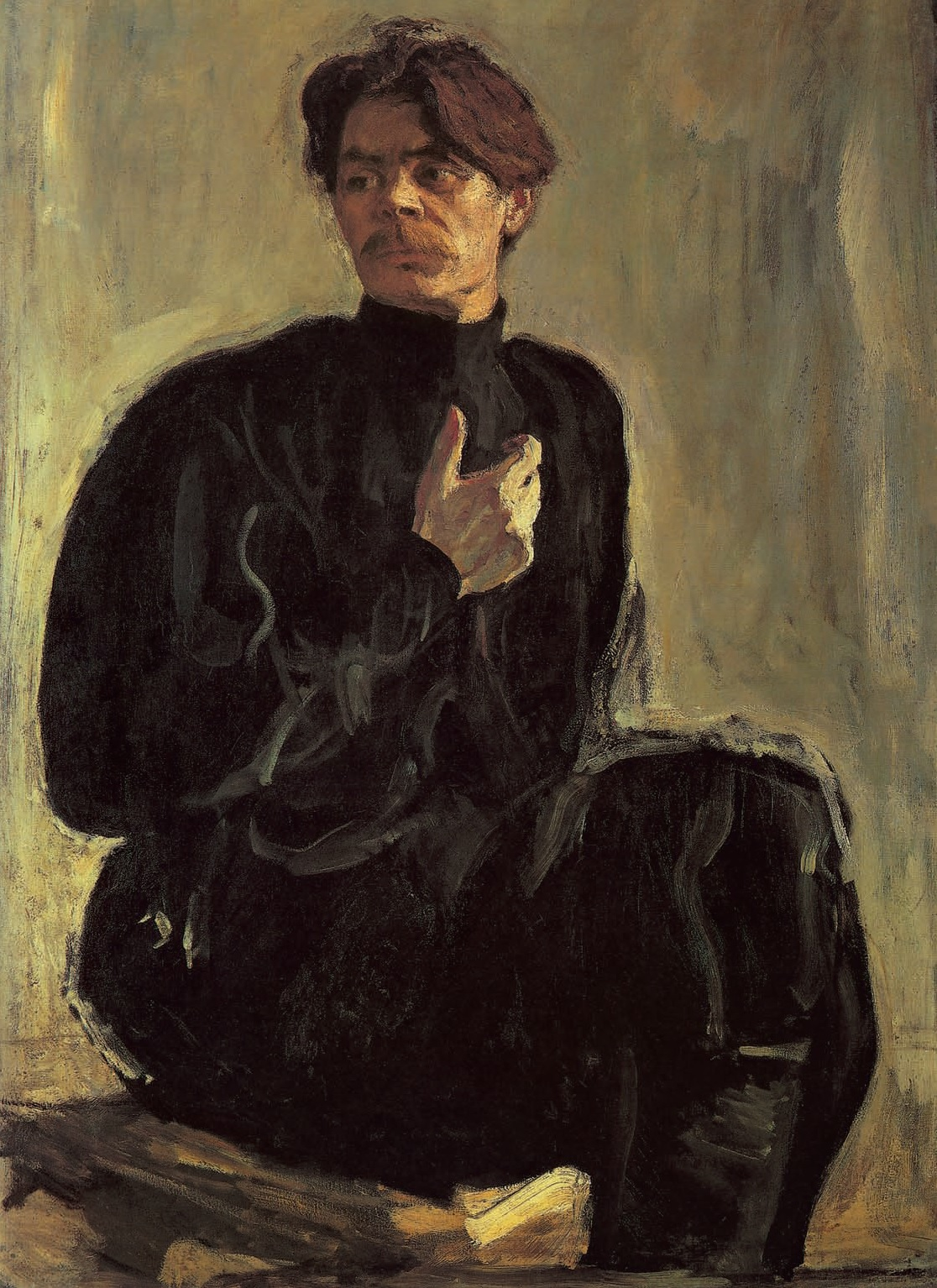
Chân dung Maxim Gorky (1905)
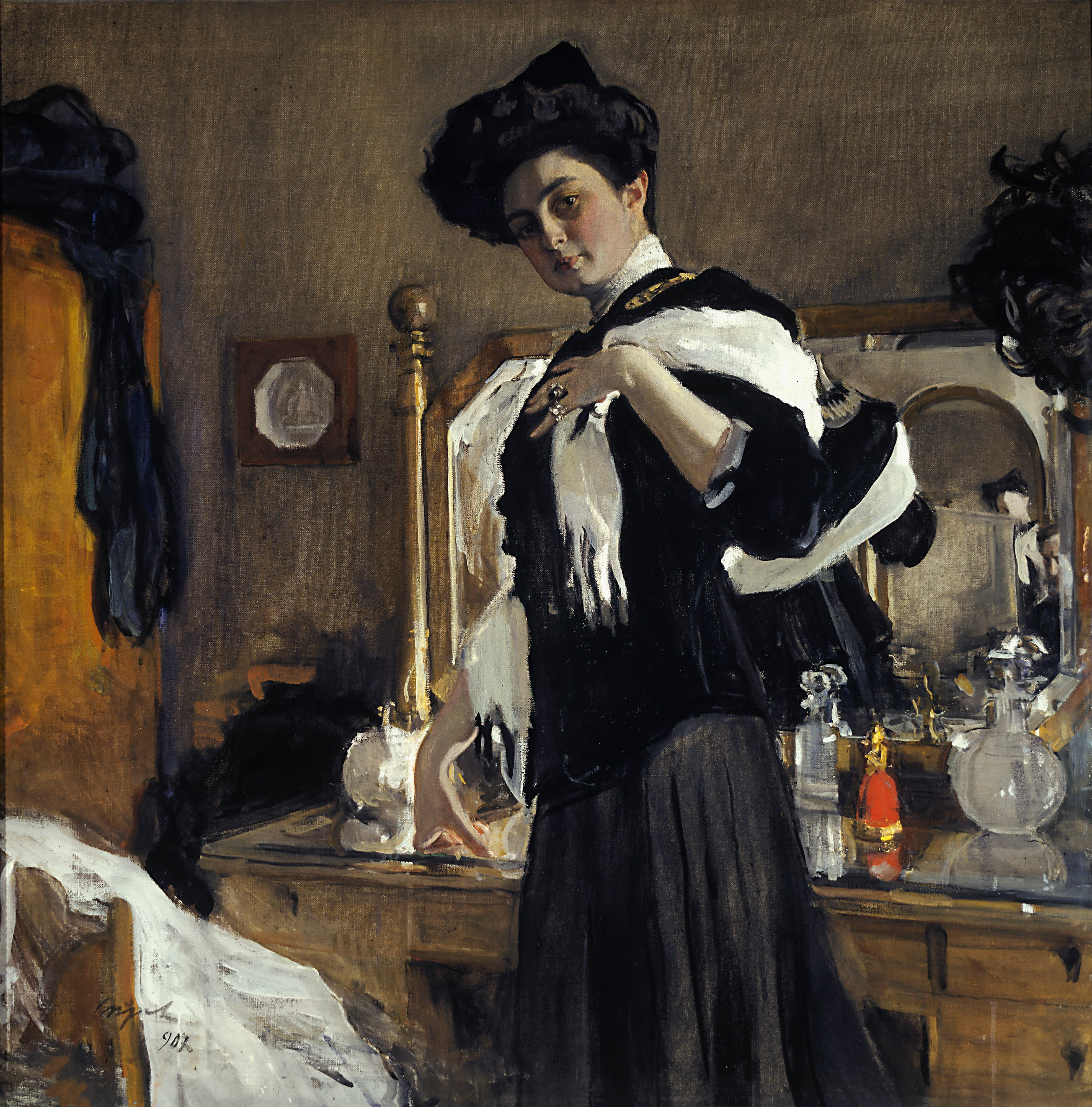
Chân dung Henriette Hirschmann (1907)
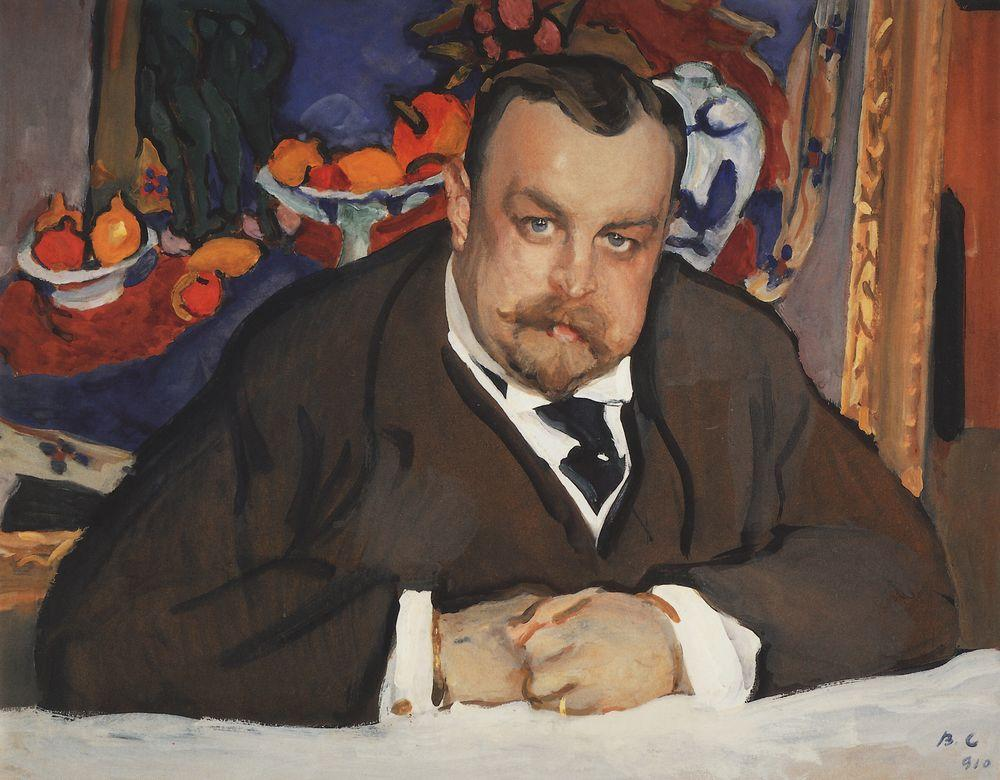
Chân dung Ivan Morozov (1910)
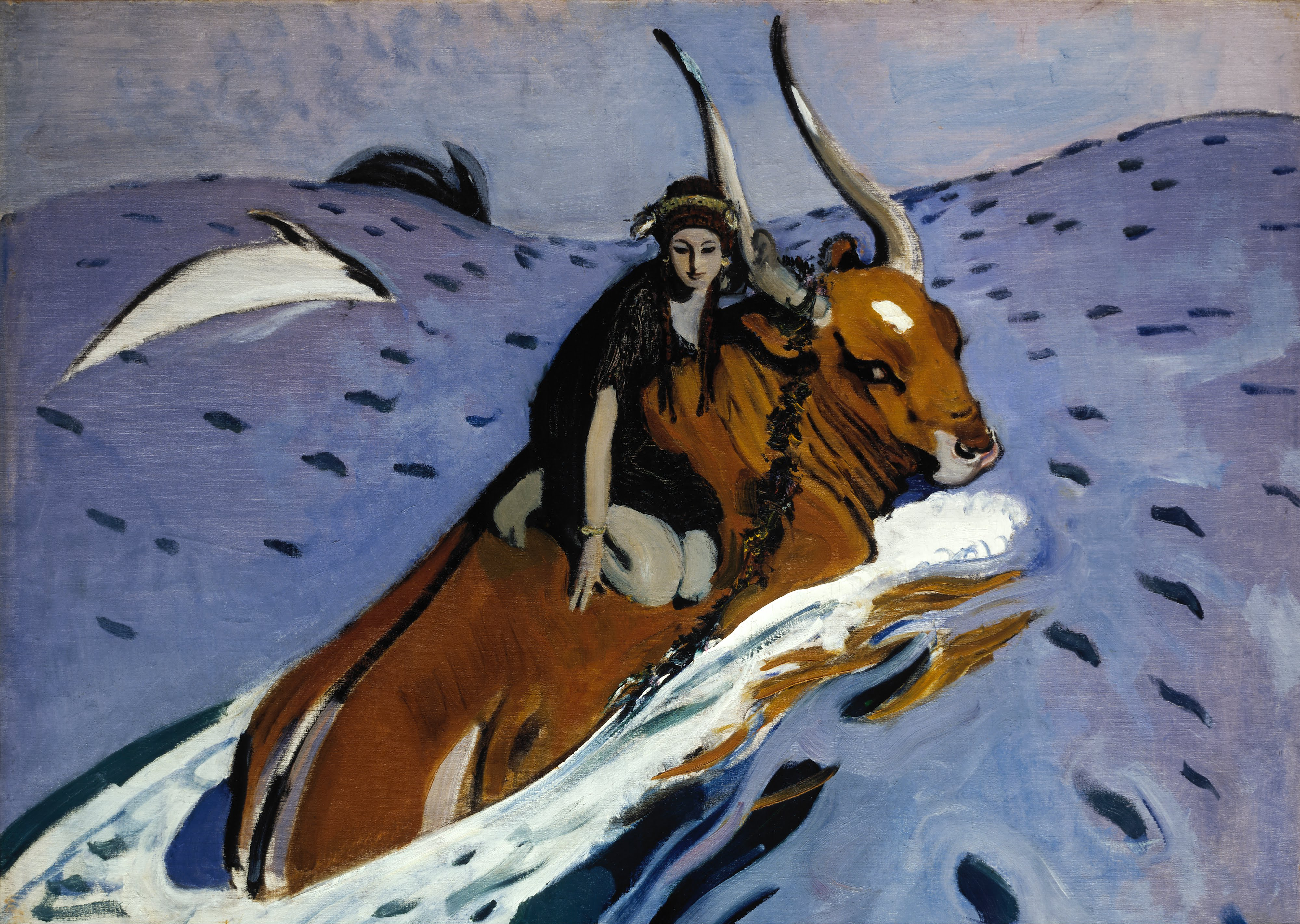
Cưỡng bức nàng Europa (1910)
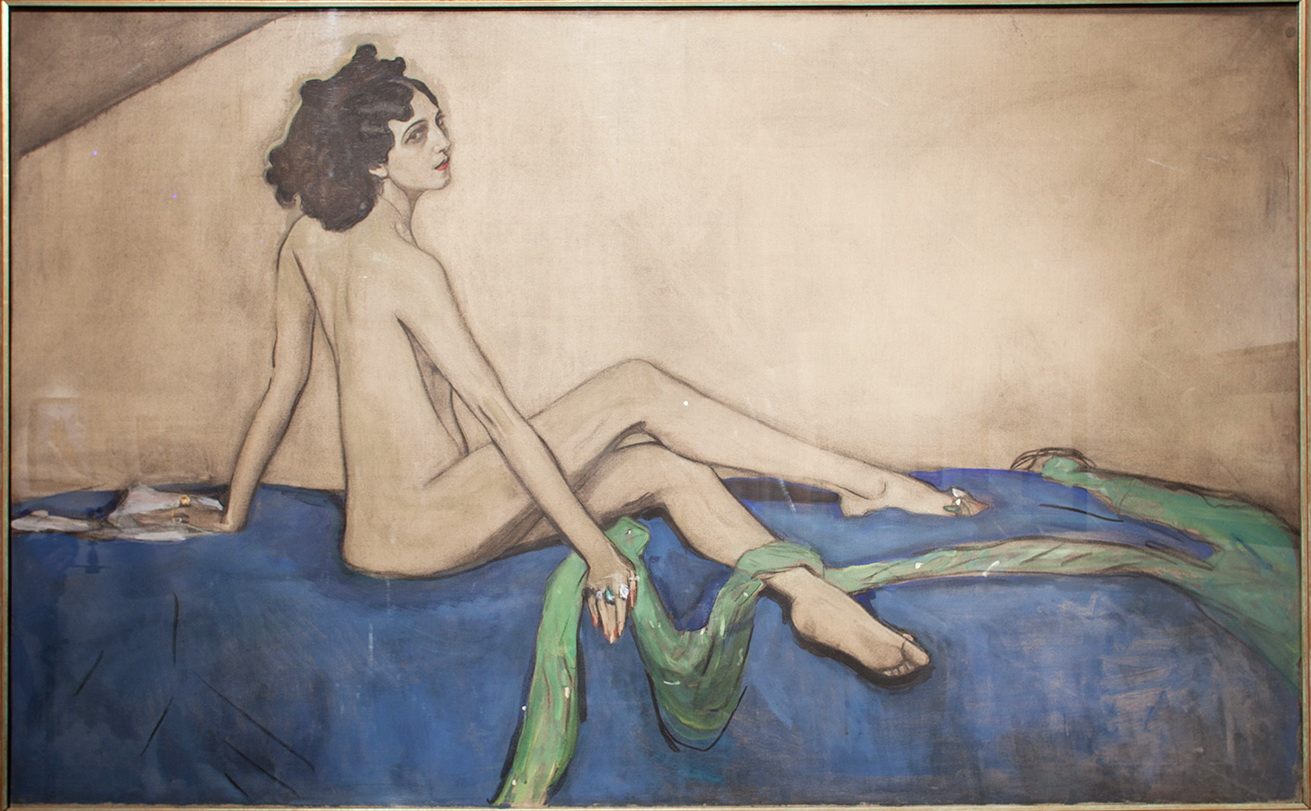
Chân dung Ida Rubinstein (1910)
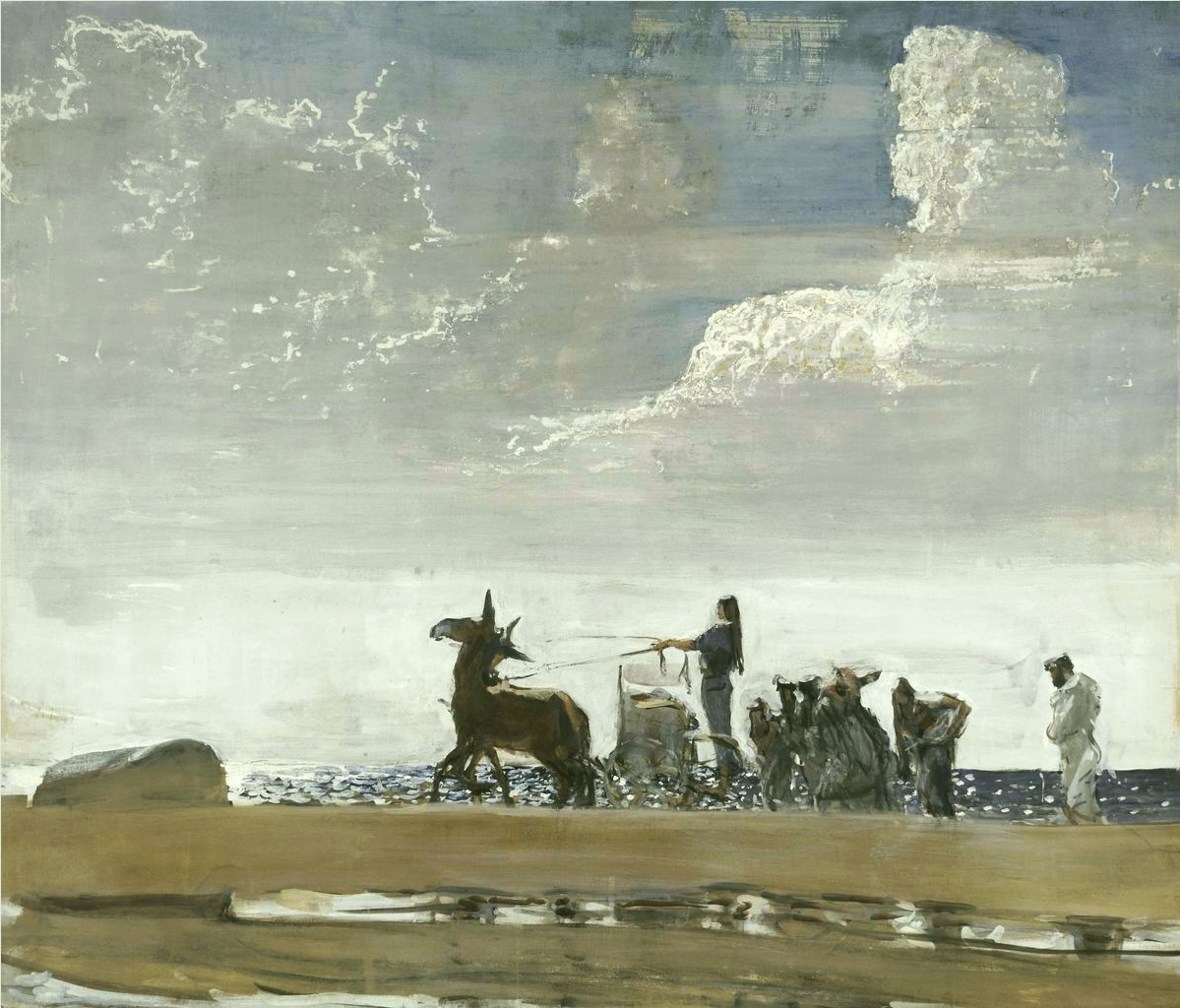
Odysseus và Nausicaa (1910)
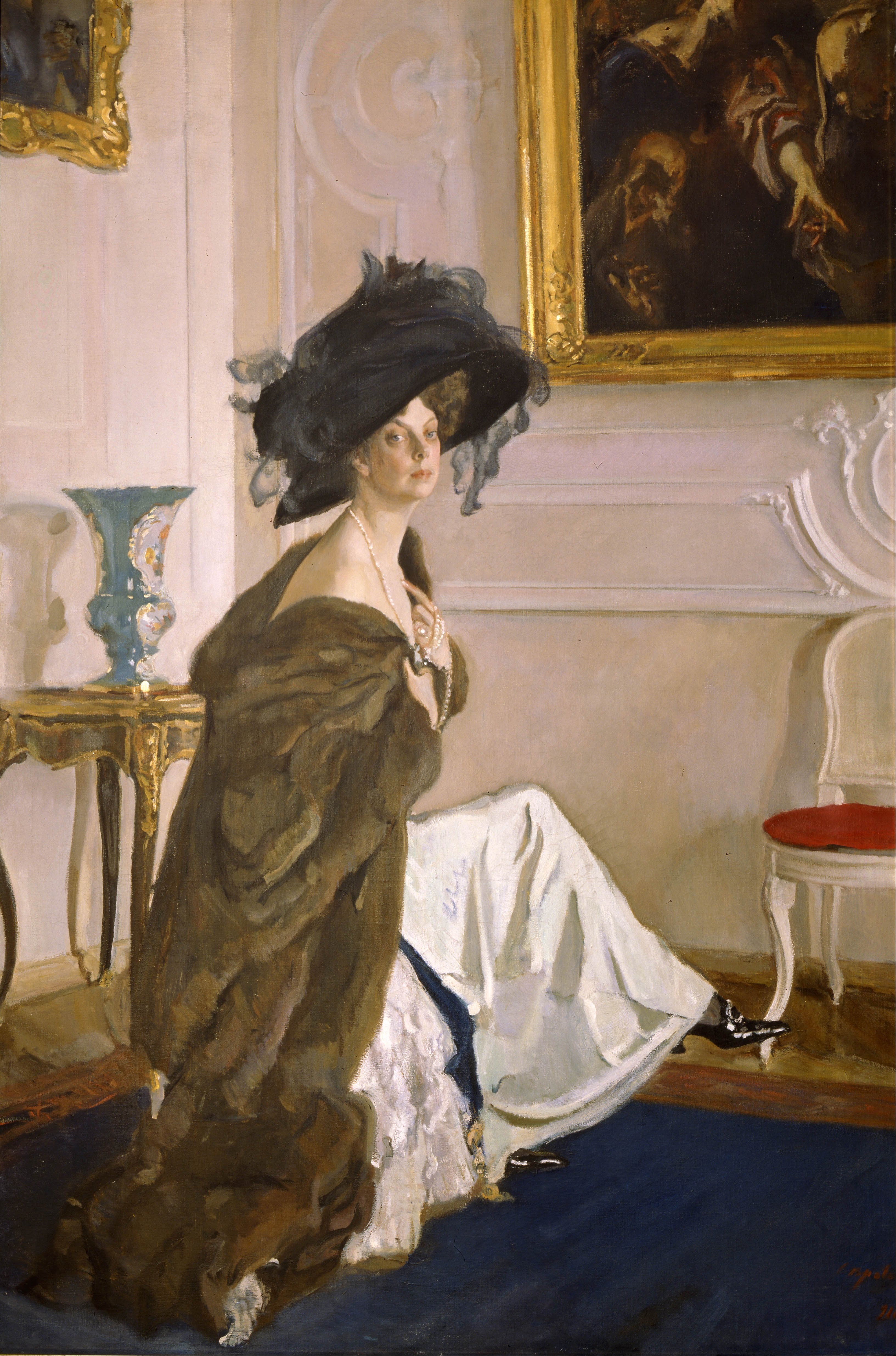
Chân dung công chúa Olga Orlova (1911)
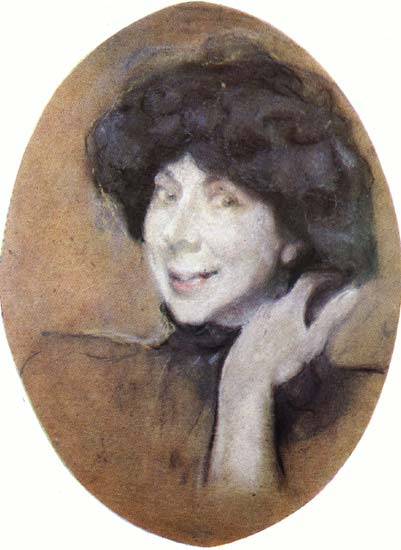
Chân dung Anna Benois, vợ của Alexandre Benois (1908)
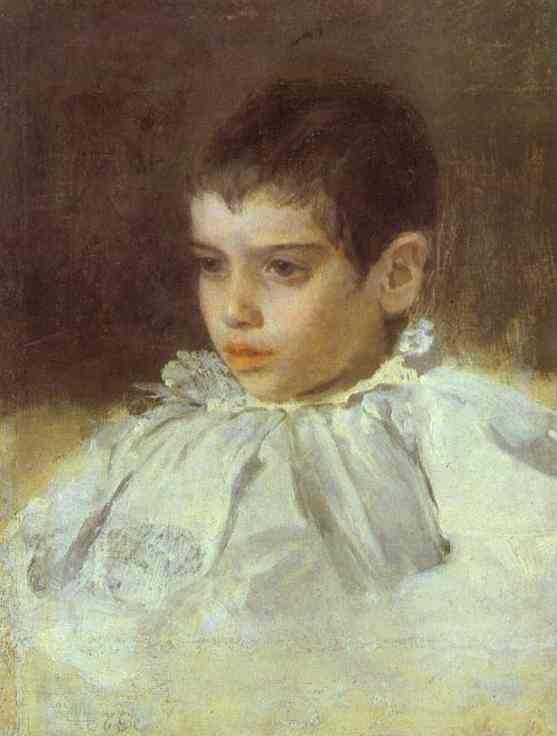
Chân dung Lialia (Adelaida) Simonovich (1880)
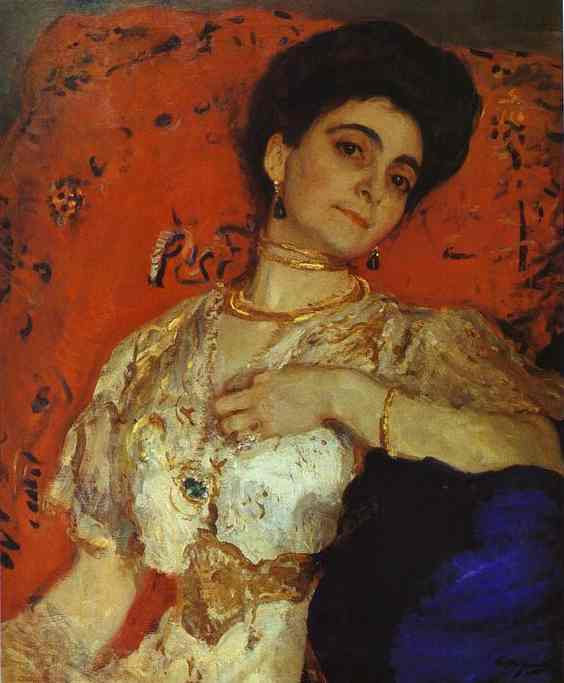
Chân dung Maria Akimova (1908)